# Marcin Kleiber
Marcin Kleiber (ur. 28 marca 1974 w Warszawie) – polski muzyk, kompozytor, basista, kontrabasista i instrumentalista klawiszowiec. Kleiber działalność artystyczną rozpoczął pod koniec lat 80. XX w. w warszawskim zespole Exorcist wykonującym muzykę z pogranicza speed i thrash metalu. Następnie grał w thrashmetalowej formacji Geisha Goner. Kleiber występował także w zespole Dogbite, z którym nagrał dwie płyty.
W 2001 roku z zespołem Orbita Wiru nagrał sesyjnie album Pierwszy Krzyk. W 2008 roku zagrał na ósmym albumie piosenkarki Kasi Kowalskiej pt. Antepenultimate. Od 2009 roku członek zespołu towarzyszącego polskiej piosenkarce - Dorocie Rabczewskiej.

## Dyskografia
- Geisha Goner – Hunting for the Human (1994)
- Kleiber – Ład u mych stóp (1999)
- Orbita Wiru – Pierwszy Krzyk (2001)
- Dogbite – Ugryzł mnie Pies, czyli psy koty i inne kłopoty (2003)
- Dogbite – Turbo epka (2005)
- Kleiber – Silicon Album (2006)
- Kasia Kowalska – Antepenultimate (2008)